# الحاق جنوب و شرق اوکراین به روسیه

مناطق الحاق شده در ۲۰۲۲ با قرمز کم‌رنگ و مناطق الحاق شده در ۲۰۱۴ با قرمز پررنگ مشخص شده‌اند.

در ۳۰ سپتامبر ۲۰۲۲ (۸ مهر ۱۴۰۱) ولادیمیر پوتین رئیس‌جمهور روسیه سند الحاق چهار استان نیمه اشغالی اوکراین شامل استان‌های لوهانسک، دونتسک، خرسون و زاپوریژیا را امضا کرد. این توافق در پی همه‌پرسی روز ۲۷ سپتامبر در این مناطق صورت گرفت. با این اقدام پوتین ۱۵ درصد (۹۰۰۰۰ کیلومتر مربع) خاک اوکراین به خاک روسیه پیوست می‌شود. این الحاق بزرگ‌ترین الحاق در اروپا پس از جنگ جهانی دوم است. این الحاق یک ارتباط زمینی بین روسیه و کریمه ایجاد کرد و دسترسی اوکراین را از دریای آزوف قطع کرد.
برگزاری مراسم رسمی الحاق چهار منطقه اوکراین به روسیه که بعد از ظهر جمعه و با سخنرانی ولادیمیر پوتین در مسکو برگزار شد، واکنش‌های منفی آمریکا، دولت‌های غربی و اتحادیه اروپا را برانگیخت. دولت‌های غربی و اوکراین اعلام کرده‌اند که نتایج همه‌پرسی در مناطق چهارگانه اوکراین را که به تصرف نیروهای روسیه درآمده، نقض قوانین بین‌المللی و اجباری بوده است. ولودیمیر زلنسکی رئیس‌جمهور اوکراین، در واکنش به پیوستن ۴ منطقه به خاک روسیه گفت که کی‌یف تا زمانی که ولادیمیر پوتین رئیس‌جمهور روسیه باشد با این کشور مذاکره نخواهد کرد. جو بایدن، رئیس‌جمهور آمریکا اعلام کرد به حمایت از تلاش‌های اوکراین برای بازپس‌گیری سرزمین‌های خود از طریق تقویت نظامی و دیپلماتیک این کشور ادامه می‌دهیم.

## زمینه

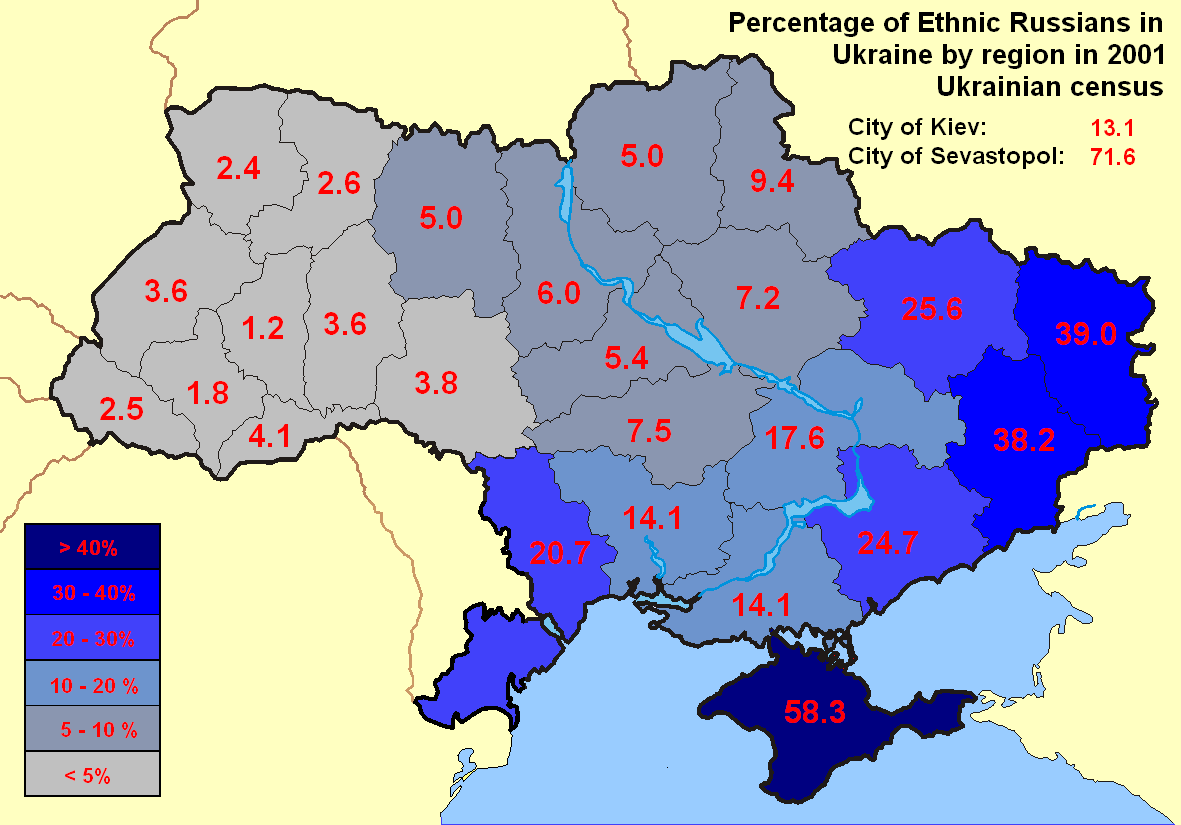
قومیت روس‌ها بر اساس ناحیه (سرشماری ۲۰۰۱). روسیه از «حفاظت» روس‌های قومی و روس‌زبان در اوکراین به عنوان یکی از بهانه‌های آن برای جنگ و اشغال استفاده کرد.

مناطق گسترده‌ای از شمال دریای سیاه، جمعیت اندکی را شامل می‌شد و آن نواحی‌ها به عنوان مزارع وحشی نام برده می‌شدند. در قرن پانزدهم، کل نواحی ساحل شمالی دریای سیاه تحت کنترل خانات کریمه واقع شد که آنان در آن زمان از امپراتوری عثمانی پیروی می‌کردند. بعد از آن امپراتوری روسیه به تدریج کنترل این ناحیه را در قرن هجدهم در دست می‌گیرد و بعد از آن پس از جنگ‌های روسیه و عثمانی، با هتمانات قزاق و بعد از آن، با امپراتوری عثمانی قراردادهای صلح امضا می‌کند. بعدها نام نووروسیه در سال ۱۷۶۴ مورد استفاده رسمی قرار گرفت. این نام با الحاق قزاق اوکراینی زاپوروژیان سیچ در سال ۱۷۷۵ گسترش پیدا کرد.